# Levobunolol
Levobunolol (AK-Beta, Liquifilm, Betegan) je neselektivni beta blokator. On se koristi topikalno za tretiranje glaukoma.

## Literatura
- Ishibashi T, Yokoi N, Kinoshita S (2003). „Comparison of the effects of topical levobunolol and timolol solution on the human ocular surface.”. Cornea. 22 (8): 709—15. PMID 14576520. doi:10.1097/00003226-200311000-00001.
- Ogasawara H, Yoshida A, Fujio N, Konno S, Ishiko S (1999). „[Effect of topical levobunolol on retinal, optic nerve head, and choroidal circulation in normal volunteers]”. Nippon Ganka Gakkai Zasshi. 103 (7): 544—50. PMID 10443129.
- Leung M, Grunwald J (1997). „Short-term effects of topical levobunolol on the human retinal circulation.”. Eye. 11 (3): 371—6. PMID 9373479. doi:10.1038/eye.1997.78.

## Spoljašnje veze
|  | Molimo Vas, obratite pažnju na važno upozorenje u vezi sa temama iz oblasti medicine (zdravlja). |